# Шаурс (Об)
Шаурс (фр. Chaource) је насељено место у Француској у региону Шампањ-Арден, у департману Об.
По подацима из 2011. године у општини је живело 1106 становника, а густина насељености је износила 35,61 становника/km².

## Демографија
| 1962. | 1968. | 1975. | 1982. | 1990. | 2011. |
| ----- | ----- | ----- | ----- | ----- | ----- |
| 978   | 971   | 965   | 1.106 | 1.031 | 1.106 |